# شمشاد أليف الجبال
شمشاد أليف الجبال (الاسم العلمي:Buxus monticola) هو نوع من النباتات يتبع جنس الشمشاد من الفصيلة الشمشادية.